# 発熱反応
発熱反応（はつねつはんのう、英語：exothermic reaction）とは、エネルギーを系外へ熱などとして放出する化学反応のこと。広義には相転移、溶解、混合等の物理変化も含める。放出するエネルギーは熱だけでなく、光、電気などの形をとる場合もある。対義語は吸熱反応。発エルゴン反応はギブズエネルギーを放出する反応のことであり、発熱反応とは別概念（これらの関係は後述）。

## 原因
反応または物理変化に伴う熱の出入りは、それを構成する各段階での熱の出入りを合わせたものである。相転移での熱の放出は主として、ある程度自由に運動していた分子、原子、イオンなどが、分子間力、水素結合やイオン結合によって束縛され、余分な運動エネルギーが熱となることによる。また溶媒に溶質が溶解する場合には一般に溶媒和により熱が発生する。特に水を溶媒とする場合（水和）には熱量が大きく、溶解熱は水和熱による部分が多い。発熱化学反応では、分子を構成する共有結合あるいは電子状態（酸化・還元）などの形で蓄えられていたエネルギーが放出され、また場合により上記のような物理変化に伴う熱の出入りが合算され、全体として発熱となる。

## 熱力学
反応の進む方向は反応および環境条件の熱力学的性質により決まる。熱を Q と表記し、系外から系内へ熱が移動する場合を正とすれば、発熱反応はQ < 0と表される（反応熱は -Q である）。定圧過程であれば熱はエンタルピーHの変化と等しいので、∆H < 0となる。熱が移動しない（断熱過程）ようにすると、発熱反応により系の温度は上昇する。
定圧過程ではギブズエネルギーG（定積過程ではヘルムホルツエネルギーF）が減少する過程（これを発エルゴン反応という）は単独で自発的に進む。定温過程では∆G = ∆H - T∆Sなので、発熱反応は普通、発エルゴン反応でもある。発熱化学反応は比較的低温で進行するものが多い（特に触媒がある場合）。燃焼反応のように活性化エネルギーとして加熱を要するものもあるが、一旦反応が開始すれば発熱するため自発的に進行する。

## 例
- 化学反応
  - 燃焼、金属や有機物の酸化、その他の反応（燃焼のほか、鉄の酸化や生石灰の加水による熱が利用されている）
    - 鉄粉を使った使い捨てカイロがこの典型。

  - 化学発光（エネルギーは専ら光として放出される）
  - 電池の放電（電気エネルギーになる）
  - 酸とアルカリの中和
- 物理変化
  - 強酸・強アルカリの水との混合・溶解
  - 水とエタノールとの混合
  - 水蒸気の凝縮、水の凍結